# RG-7 Șoim
RG-7 Șoim a fost un avion biplas românesc, monoplan cu aripă joasă, proiectat și construit de o echipă condusă de inginerul Vladimir Novițchi, la CIL (Combinatul de industrializare a lemnului) din Reghin. Prototipul a fost realizat în anul 1958, având tot atunci și zborul inaugural. RG-7 a fost conceput ca avion de antrenament în dublă comandă, turism și acrobație, fiind echipat cu aparatură pentru zbor instrumental. 

## Descriere
Fuzelajul în secțiune de formă eliptică, avea cadru de lemn și era învelit cu placaj. 
Aripa, a fost construită cu un singur lonjeron principal, a avut bordul de atac de asemenea învelit cu placaj și era prevăzută cu voleți. Trenul de aterizare era fix, având amortizoare cu ulei/gaz pentru diminuarea șocurilor la aterizare, iar roțile aveau frâne mecanice. Roata de bechie era direcționabilă, fiind comandată prin palonier împreună cu direcția. Avionul avea trei tancuri de combustibil, două fiind amplasate în secțiunea centrală a aripii iar al treilea rezervor în fuzelaj. Părțile fixe ale ampenajului erau din cadru lemnos învelit cu placaj, iar părțile mobile (profundorul și direcția) fiind învelite cu pânză.
Motorul Walter Minor 4-III, cu 4 cilindri în linie răcit cu aer, de 105 CP, era de producție cehoslovacă, proiectat de inginerul Šimůnek.

## Caracteristici RG-7 Șoim

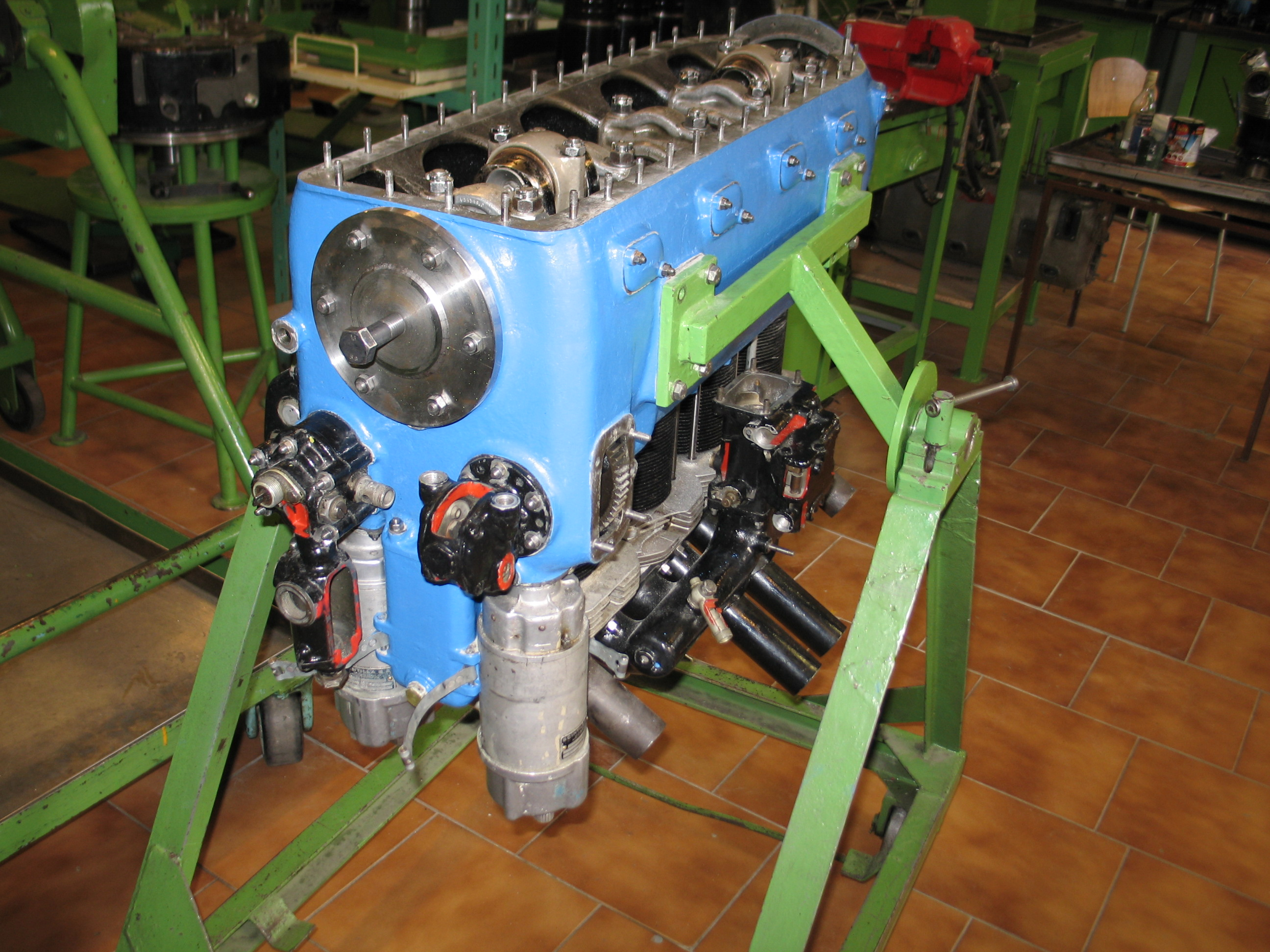
Motor Minor 4-III pentru avioane ușoare

Datele tehnice au fost preluate din: Construcții aeronautice românești 1905-1970 
Caracteristici generale
- Echipaj: 2
- Celulă: monoplan
- Anvergura: 9,9 m
- Lungime: 7,85 m
- Înălțimea: 2,67 m
- Suprafața alară: 13,80 m²
- Motor: Walter Minor 4-III, 4 cilindri în linie, de 105 CP
- Tren de aterizare: fix, cu amortizoare, roată de bechie direcționabilă
- Greutate gol: 520 kg
- Greutate totală zbor: 750 kg
- Structură: de lemn

Performanțe
- Viteză maximă: 215 km/h
- Viteză de croazieră: 195 km/h
- Viteză de aterizare: 65 km/h
- Timp de urcare la 3000 m: 14 min.
- Plafon maxim: 5000 m
- Rază de acțiune: 600 km
- Autonomie de zbor: 3 h 30 min.